# Eduardo Herrera
Eduardo Herrera Aguirre (Città del Messico, 25 luglio 1988) è un ex calciatore messicano, di ruolo attaccante.

## Caratteristiche tecniche
Alto e forte fisicamente, le sue caratteristiche lo rendono una prima punta abile nel gioco aereo.

## Carriera
Prodotto delle giovanili dei Pumas, il suo debutto in prima squadra avviene il 9 ottobre 2008, nella partita esterna di Concachampions pareggiata per 1-1 contro il C.D. Luis Ángel Firpo, sostituendo Martín Bravo al 73º minuto. Nel corso della stessa competizione, scende in campo anche un'altra volta, all'ultima giornata della fase a gruppi, nel match casalingo vinto per 6-0 contro il San Francisco, entrando al 75º al posto di Juan Francisco Palencia.
In campionato tuttavia non debutta sino al torneo di Apertura 2011 (prima giornata, sostituendo al 30º l'infortunato Cacho nell'incontro col San Luis), dove però gioca tutte le partite tranne quella contro il Toluca alla nona giornata. La prima da titolare è il 31 luglio alla seconda giornata contro il Morelia, mentre segna il suo primo goal, alla terza giornata, al 91º minuto del match contro il Monterrey, dando la vittoria alla sua squadra. Segna altri due goal, contro il Santos Laguna due giornate dopo e il goal della bandiera nella sconfitta per 4-1 contro i Tigres. Mette a segno anche il goal dello 0-1 nella partita di Concachampions vinta 0-2 contro il Dallas.
Nel Clausura segna il primo goal alla seconda giornata, contro il Morelia, fissando il risultato sul 3-0 dopo aver sostituito Cacho. Lo stesso Cacho gli serve il cross sul quale di testa porta in vantaggio i Pumas sul Cruz Azul alla settima giornata, ma poi la squadra si fa recuperare.

## Statistiche

### Presenze e reti nei club
Aggiornato al 25 gennaio 2012.
| Stagione  | Squadra                 | Campionato | Campionato | Campionato | Coppe nazionali | Coppe nazionali | Coppe nazionali | Coppe continentali | Coppe continentali | Coppe continentali | Totale | Totale |
| Stagione  | Squadra                 | Comp       | Pres       | Reti       | Comp            | Pres            | Reti            | Comp               | Pres               | Reti               | Pres   | Reti   |
| --------- | ----------------------- | ---------- | ---------- | ---------- | --------------- | --------------- | --------------- | ------------------ | ------------------ | ------------------ | ------ | ------ |
| 2007-2008 | Pumas Morelos/Naucalpan | LA+SD      | 18+16      | 6+7        | -               | -               | -               | -                  | -                  | -                  | 34     | 13     |
| 2008-2009 | Pumas Morelos/Naucalpan | LA         | 28         | 4          | -               | -               | -               | -                  | -                  | -                  | 28     | 4      |
| 2008-2009 | Pumas                   | PD         | 0          | 0          | -               | -               | -               | CCL                | 2                  | 0                  | 2      | 0      |
| 2009-2010 | Pumas Morelos/Naucalpan | LA+SD      | 16+7       | 4+4        | -               | -               | -               | -                  | -                  | -                  | 23     | 8      |
| 2010-2011 | Pumas Morelos/Naucalpan | LA+SD      | 27+4       | 6+0        | -               | -               | -               | -                  | -                  | -                  | 33     | 4      |
| 2011-2012 | Pumas                   | PD         | 19         | 4          | -               | -               | -               | CCL                | 5                  | 1                  | 24     | 5      |
| Totale    | Totale                  | Totale     | 135        | 37         |                 |                 |                 |                    | 7                  | 1                  | 142    | 38     |

### Cronologia presenze e reti in nazionale
| Cronologia completa delle presenze e delle reti in nazionale ― Messico | Cronologia completa delle presenze e delle reti in nazionale ― Messico | Cronologia completa delle presenze e delle reti in nazionale ― Messico | Cronologia completa delle presenze e delle reti in nazionale ― Messico | Cronologia completa delle presenze e delle reti in nazionale ― Messico | Cronologia completa delle presenze e delle reti in nazionale ― Messico | Cronologia completa delle presenze e delle reti in nazionale ― Messico | Cronologia completa delle presenze e delle reti in nazionale ― Messico |
| Data                                                                   | Città                                                                  | In casa                                                                | Risultato                                                              | Ospiti                                                                 | Competizione                                                           | Reti                                                                   | Note                                                                   |
| ---------------------------------------------------------------------- | ---------------------------------------------------------------------- | ---------------------------------------------------------------------- | ---------------------------------------------------------------------- | ---------------------------------------------------------------------- | ---------------------------------------------------------------------- | ---------------------------------------------------------------------- | ---------------------------------------------------------------------- |
| 28-3-2015                                                              | Los Angeles                                                            | Messico                                                                | 1 – 0                                                                  | Ecuador                                                                | Amichevole                                                             | -                                                                      | 90+3’                                                                  |
| 31-3-2015                                                              | Kansas City                                                            | Messico                                                                | 1 – 0                                                                  | Paraguay                                                               | Amichevole                                                             | 1                                                                      | 46’                                                                    |
| 15-4-2015                                                              | San Antonio                                                            | Stati Uniti                                                            | 2 – 0                                                                  | Messico                                                                | Amichevole                                                             | -                                                                      | 83’                                                                    |
| 30-5-2015                                                              | Tuxtla Gutiérrez                                                       | Messico                                                                | 3 – 0                                                                  | Guatemala                                                              | Amichevole                                                             | 2                                                                      | 67’                                                                    |
| 3-6-2015                                                               | Lima                                                                   | Perù                                                                   | 1 – 1                                                                  | Messico                                                                | Amichevole                                                             | -                                                                      | 70’                                                                    |
| 7-6-2015                                                               | San Paolo                                                              | Brasile                                                                | 2 – 0                                                                  | Messico                                                                | Amichevole                                                             | -                                                                      |                                                                        |
| 12-6-2015                                                              | Viña del Mar                                                           | Messico                                                                | 0 – 0                                                                  | Bolivia                                                                | Coppa America 2015 - 1º turno                                          | -                                                                      | 60’                                                                    |
| 19-6-2015                                                              | Rancagua                                                               | Messico                                                                | 1 – 2                                                                  | Ecuador                                                                | Coppa America 2015 - 1º turno                                          | -                                                                      | 62’ 86’                                                                |
| 10-2-2016                                                              | Dallas                                                                 | Messico                                                                | 2 – 0                                                                  | Senegal                                                                | Amichevole                                                             | -                                                                      |                                                                        |
| Totale                                                                 |                                                                        | Presenze                                                               | 9                                                                      |                                                                        | Reti                                                                   | 3                                                                      |                                                                        |